# Krautergersheim
Krautergersheim je občina v departmaju Bas-Rhin francoske regije Alzacija.
Leta 1990 je v občini živelo 1 388 oseb oz. 218 oseb/km².